# 三途川
三途川（日语：／*）是日本傳說中認為是分隔陰間與陽世的河。同名的河川位於日本群馬縣、千葉縣等地，名稱和來源均與此傳說有關。

## 三途川（冥界）

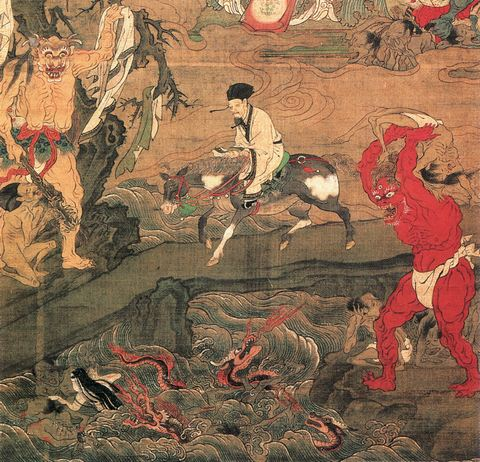
土佐光信所繪十王圖中的三途川

三途川又稱作「三途之川」、「三途河」、「三瀨川」、「渡川」等，為陽世和陰司的分界線。一般認為是佛教《十王經》的概念，三途川的「三途」，乃出於《金光明經》中的地獄・餓鬼・畜生的三途（三惡道）。
日本民間則無奈何橋的說法，說此河並無橋可過，要雇船通過，必須付六個銅錢作為船資，故必須陪葬六文錢，無六文錢的死者，會被剝下衣服代替渡船費。平安時代末期因此把渡船費定為六文，江戶時代末期，奪衣婆作為民眾信仰的對象，曾引發熱潮。

### 賽之河原

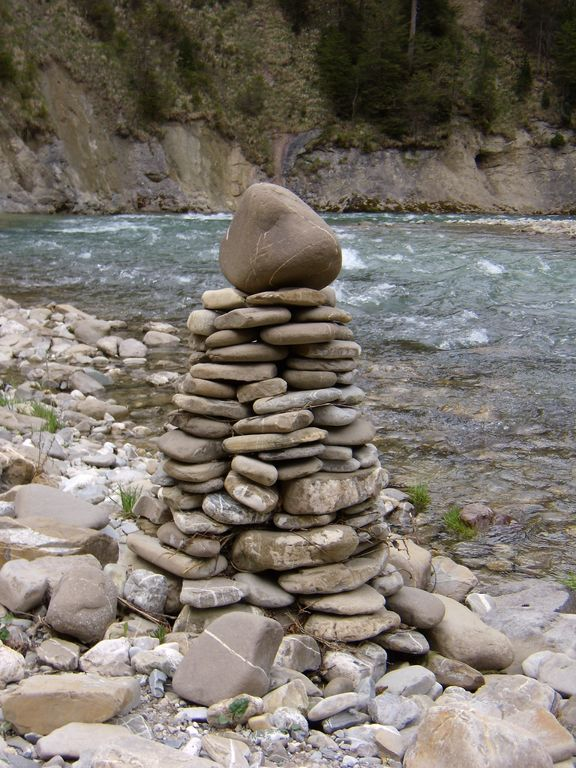
積石

三途川的河原稱作「賽之河原」（賽の河原。さいのかわら）。
賽之河原是比雙親早亡的子女，為早亡的不孝而受苦的場所。
這些子女為完成雙親的供養，在賽之河原堆積石之塔，在塔完成前，鬼會不斷的破壞塔，所以「賽之河原」也用在「徒勞」和「得不到回報的努力」之意。
然而，這些子女最終會被地藏菩薩救濟。
賽之河原據說源自京都鴨川和桂川的合流地點「佐比之河原」（さいのかわら），是庶民設立地藏小佛、小石塔送葬的場所，但是，通說是佛教的地藏信仰和民俗的道祖神「賽神」習合的結果。

## 實際存在的河川

### 群馬縣
流經群馬縣甘樂郡甘樂町的利根川水系：白倉川支流的小河川。源自上信越自動車道甘樂PA南側付近，往北流和白倉川合流。從水源地到白倉川的合流地點約2.5km。

### 千葉縣
千葉縣長生郡長南町的河川，一宮川水系：一宮川的支流。源自千葉縣長生郡長南町，在長南町和茂原市交界付近和一宮川合流。從水源地到一宮川的合流地點約4.5km。

### 宮城縣
流經宮城縣刈田郡藏王町的阿武隈川水系：濁川支流的小河川。源自宮城縣刈田郡藏王町賽之磧付近，往東北在藏王町和柴田郡川崎町的境界付近和濁川合流。流路約1.8km。

### 青森縣

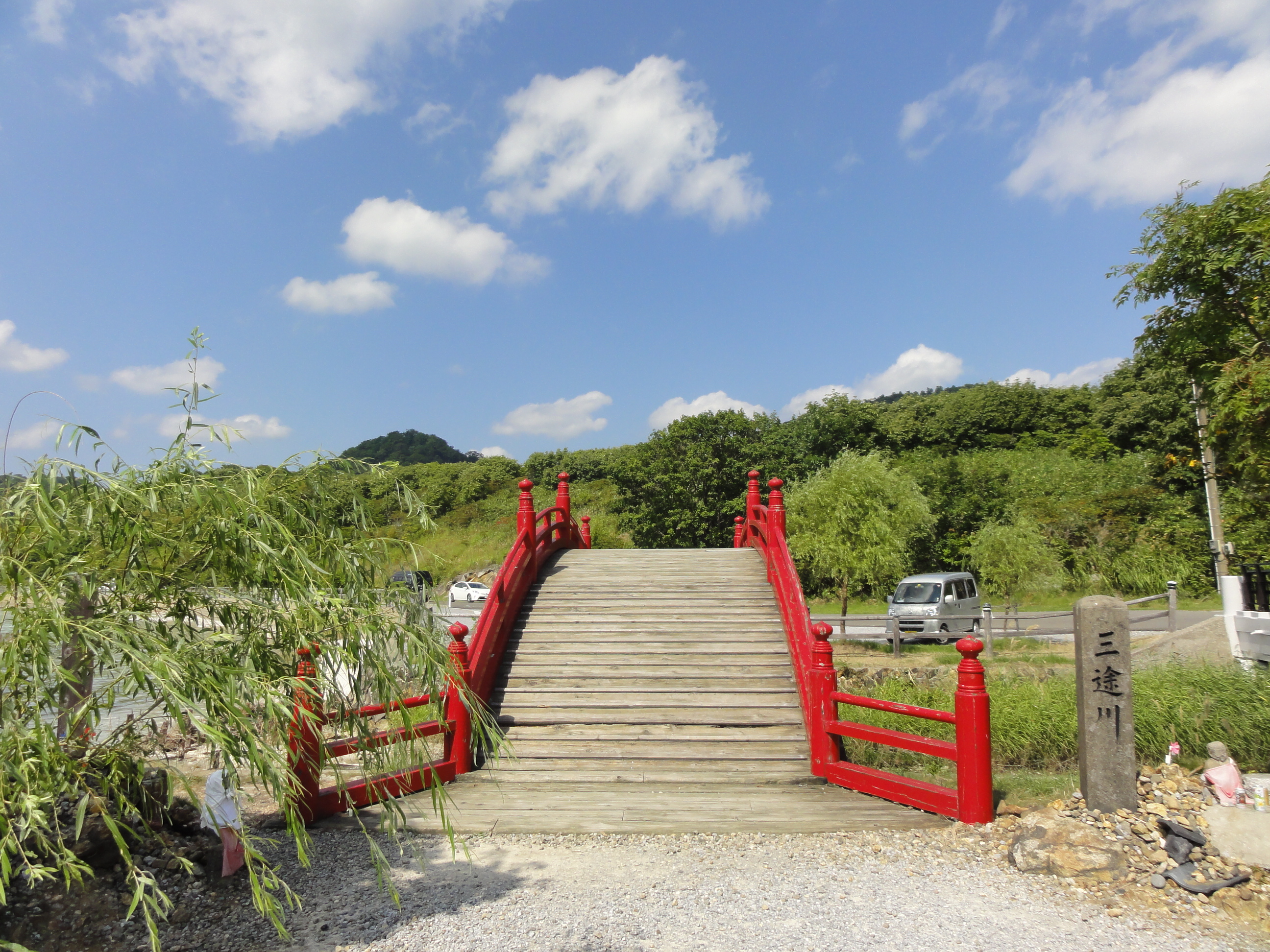
往恐山的道路上的三途川和太鼓橋

陸奧市正津川上游的別名，源自靈場恐山的所在地：宇曾利湖。

## 關連項目
- 遺忘河
- 奈何桥
- 渿河